# Caaguazú
Caaguazú este un oraș din departamentul Caaguazú, Paraguay.